# Hans van der Pere
Hans van der Pere var en svensk tapetvävare på 1500-talet.
Hans van der Pere var verksam i Erik XIV:s och Johan III:s tjänst. Pere förekommer från 1563 i avlöningslistorna bland Paul de Beckers medhjälpare på Svartsjö slott. År 1575 utfärdade han ett kvitto i Västerås, där han förmodligen haft sysselsättning. Pere nämns också sista gången 1575.